# 卡蒂普南
卡蒂普南（西班牙語：Katipunan），也译作卡迪普南、卡的普南、卡提普南、卡地普南、卡的普兰，是菲律宾一支反西班牙的秘密革命社团，由安德烈·滂尼发秀（Andrés Bonifacio）于1892年創立。此革命社团在1896年於菲律宾奎松市巴林塔瓦克（Balintawak, Quezon City）暴力起義，失败後退守吕宋岛北部地区，並最终于1897年因内部鬥爭而解散。

## 成立

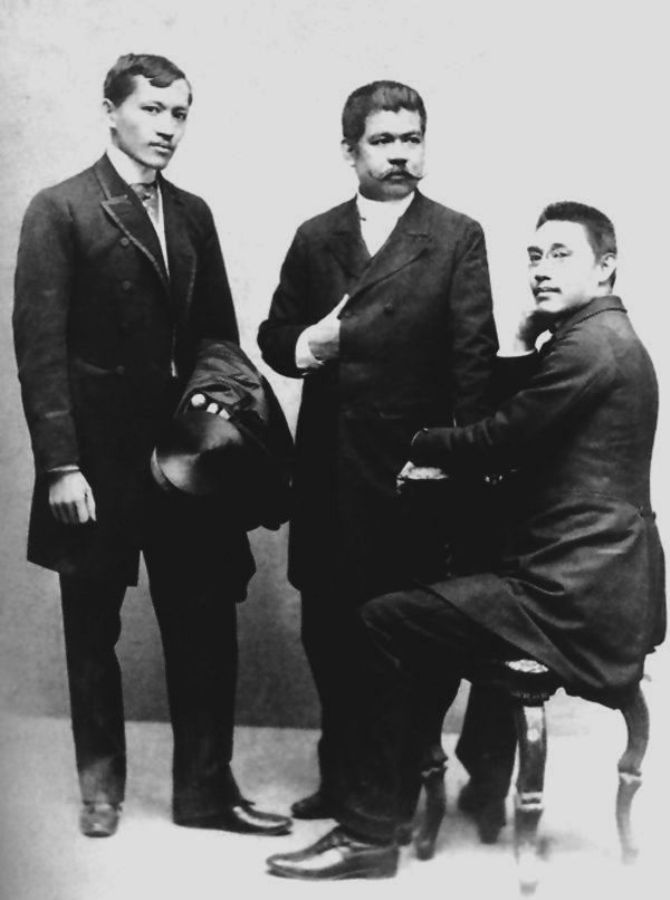
宣傳運動菲律賓的早期領袖：黎剎（左）、馬塞洛·希拉里奧·皮拉爾·加特邁坦（中）、馬里亞諾·龐塞（右），攝於1890年

自16世紀中葉起，菲律宾已被西班牙殖民统治达三个世纪。1892年6月，菲律宾国父黎刹成立了非暴力反殖民社团菲律宾联盟（La Liga Filipina），但一个月後被逮捕，并于同月7日被流放到棉兰老岛。当天夜裡，菲律宾革命之父博尼法西奥在马尼拉秘密成立以「民族儿女最尊贵的协会」（另译「人民儿女高尚和尊贵的联合会」、「國家之子們最崇高及最受尊敬的協會」）为名，简称「卡蒂普南」（Katipunan）或的革命社團。

早期KKK旗幟

## 组织详情

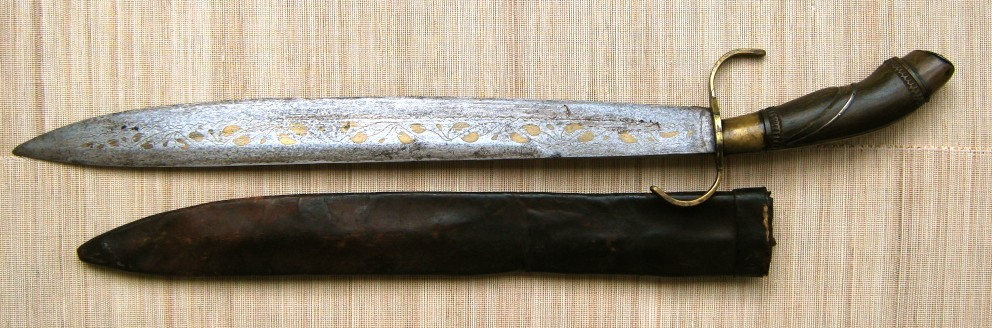
卡蒂普南会员的佩刀

卡蒂普南的目标是以武装革命的方式推翻西班牙统治，建立统一、独立的菲律宾。会员多来自共济会，社会身份包括小资产阶级、工人、农民、城市贫民、士兵、知识分子、商人，甚至牧师和下级官员都来宣誓参加。加入卡蒂普南需举行秘密仪式，在仪式上宣誓示忠，而後根据社会地位和政治立场被分为三个等级：同伴、战士及爱国者。领导机关为「最高委员会」，省和镇设「地方委员会」，1895年4月，波尼斯奧被選舉为社團最高領導人。
社团起初只允许男性加入，随着艾米里·哈辛托（Emilio Jacinto）的加入以及献策，社团亦允许女性加入，並提出「一切人都是平等的，保卫被压迫者，与压迫者斗争」的口号。哈辛托亦提出了不少进步思想，如「尊重妇女」、「热爱祖国」等，并积极为卡蒂普南制定学说和纲领。这些都被滂尼发秀認同及採納。
1896年1月计划出版地下刊物，终于3月出版了第一期也是唯一一期《自由报》，该报在吕宋中部一带广泛流传，吸引了众多热血民众入会，到6月社团已坐拥3万会员。

## 暴力革命

### 革命准备及败露

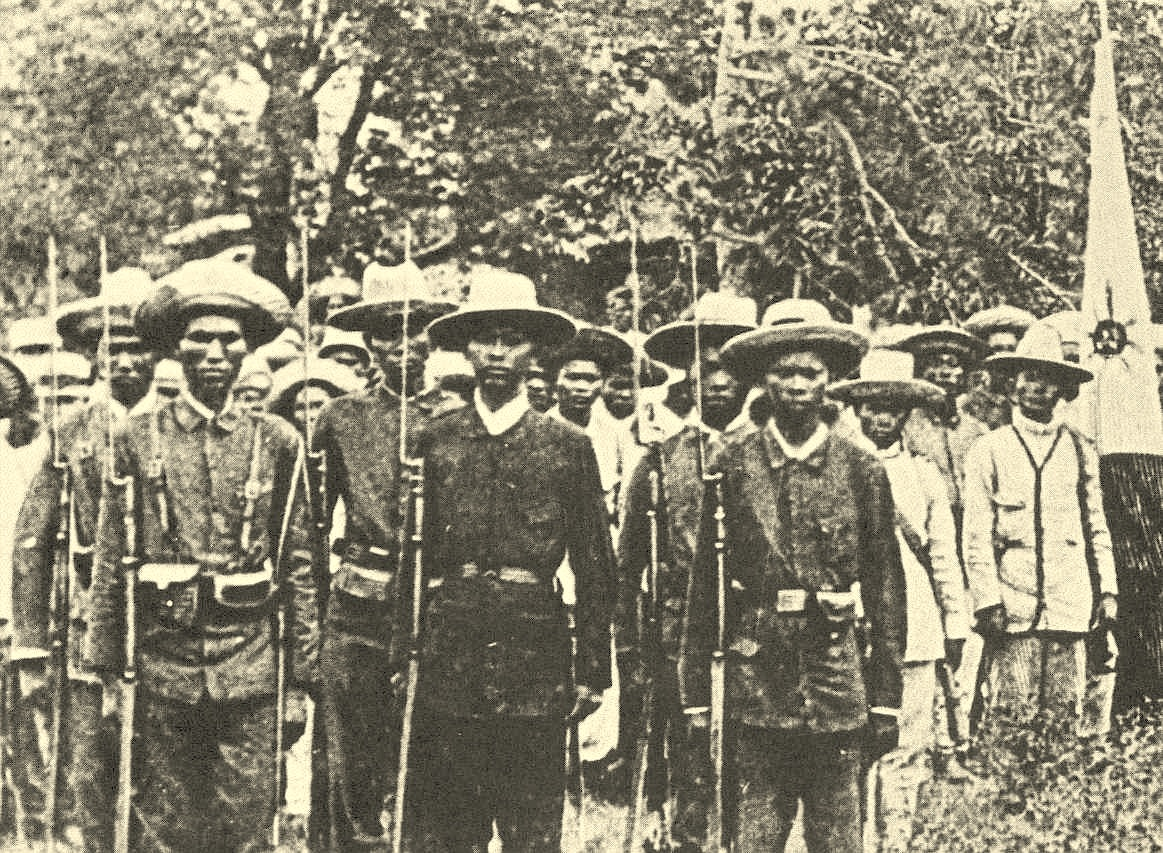
卡蒂普南革命者的照片

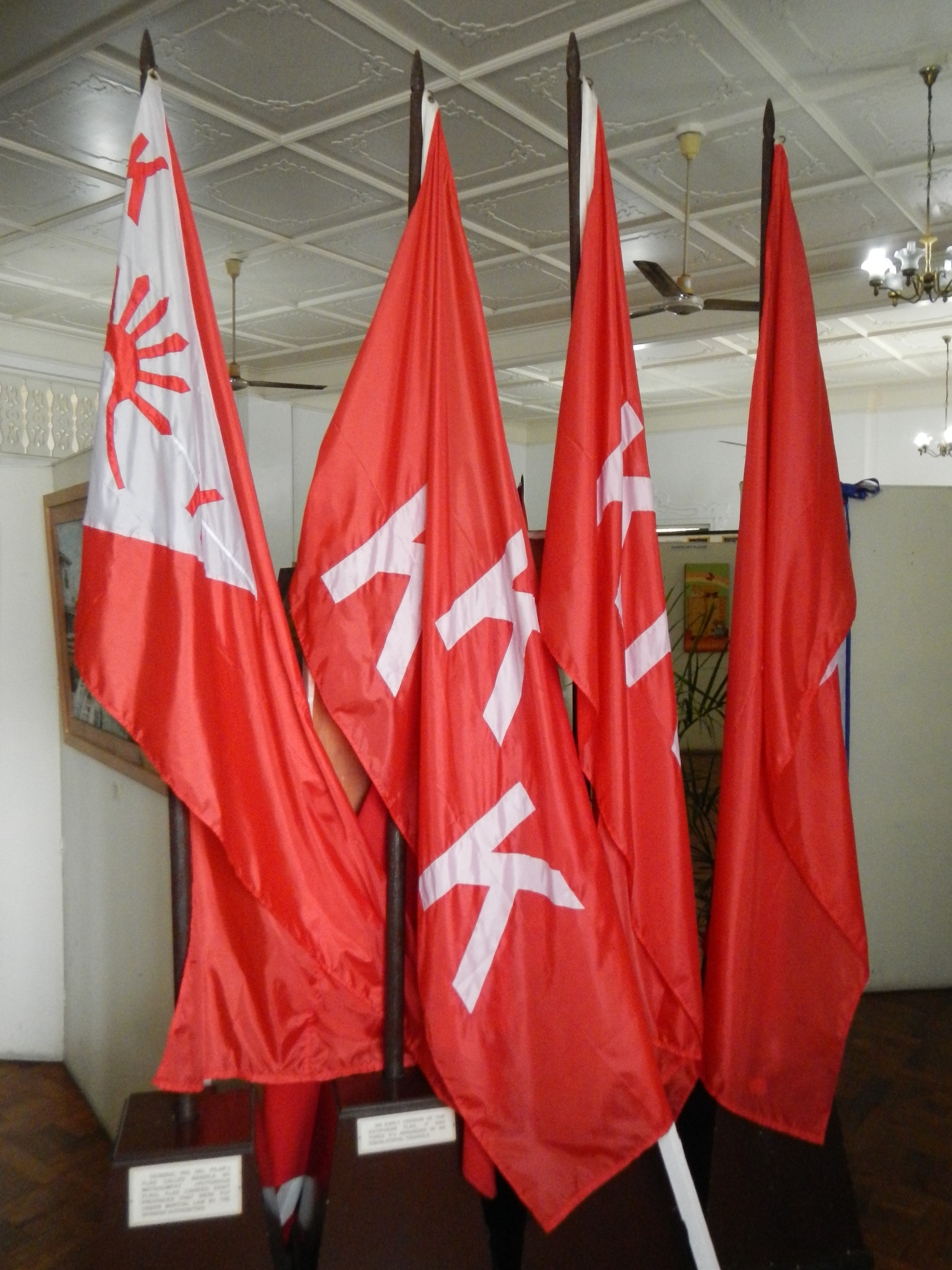
卡蒂普南的旗幟

1895年底，社团在武端市圣马特奥鎮（San Mateo）的一个山洞裏召开会议，决定着手准备武装起义，并提出「菲律宾万岁」的口号。在其後几个月裡，收到民众捐款达到20万比索。
1896年5月2日，卡蒂普南在帕西格市（Pasig）举行祕密会议，决定派人去見被流放的黎剎，希望得到黎刹对革命的全力支持，并以营救他为交换条件。然而黎刹不希望发生流血事件，坚持应採取非暴力的方式，对暴力革命并不支持。同时，滂尼发秀又组织代表团访日本，游说日本天皇援供资金及武器，最後成功签订购10万枝枪械和150门大炮的协定。
1896年8月，卡蒂普南召开「第五届最高委员会议」，决定设立最高委员会主席、国务秘书、陆军部、司法部、财政部，作为起义的领导机构。
同月，一名卡蒂普南成员向自己的妹妹提起起义计划，被曼达卢永孤儿院（Mandaluyong Orphanage）的一名女杂工知晓，该杂工便向西班牙当局告密。当局隨卽查封了卡蒂普南的秘密印刷厂，四处搜捕社团成员。

### 起义开始及发展
起事計畫敗露後，滂尼发秀在马尼拉北部的巴林塔瓦克召开紧急会议，决定提前开始起义，成立以哈辛托为首的战时临时政府领导戰鬥，滂尼发秀任总理。8月26日，巴林塔瓦克起義開始，拉开了革命的序幕。
在「菲律賓萬歲」和「不战胜毋宁死」的口號聲中，多數由未經過軍事訓練的群眾組成的起義軍使用旧式步枪、大刀、长矛、木棍、石块與裝備精良、訓練有素的西班牙殖民軍作戰。西班牙当局火烧眉毛，急电马德里求援，并逮捕了黎刹，于12月底又将他处决。革命的火焰很快蔓延到吕宋岛及棉兰老岛，在卡蒂普南的号召下，吕宋、棉兰老和苏禄等地相继爆发武装起义。
甲米地的大地主和保守派埃米利奧·阿奎納多响应号召，于8月31日在甲米地发动起义，击败了西班牙正规军，迅速占领了甲米地全境。9月，起义军击溃西班牙阿吉雷（Aguirre）军，11月击溃总督拉蒙·布兰科（Ramón Blanco）增援军。受鼓舞的起义军加强攻势，几乎占领吕宋岛全境，并包围了马尼拉。12月13日，卡米洛·波拉维夏（Camilo Polavieja）换下布兰科上任代理总督，他率领西班牙派來的大批增援军及在菲律宾征集的「忠诚志愿军」共3.6万人，集中攻打甲米地，再分散进攻各地起义军。1897年2月，西班牙军队分三路攻打甲米地，起义军歼敌千余人，击退了敌军进攻，但也被迫撤退至吕宋岛北部。

### 社團解體
在革命進行中時，之前因甲米地战争而名聲大噪的保守派埃米利奧·阿奎納多就与滂尼发秀发生严重矛盾。阿奎纳多的支持者是甲米地卡维特镇的「马格达洛委员会」，而总部设在诺维莱塔的「马格迪万委员会」则拥护滂尼发秀。
阿奎納多於1896年10月31日發佈《自由、平等、博爱》文告，提出將在「解放地區」成立臨時革命政府，隻字不提卡蒂普南，公开对抗卡蒂普南的章程纲领。12月，滂尼发秀将卡蒂普南总部迁往甲米地，阿奎纳多虽然也前往甲米地，但拒不服从卡蒂普南命令，造成甲米地两个革命組織对立的局面。後在西班牙的強勁攻勢下，卡蒂普南於1897年2月退往北呂宋。
1897年3月22日，「马格达洛委员会」和「马格迪万委员会」在特赫洛斯大会（Tejeros Convention）上发生严重分歧，會上阿奎納多及「马格达洛委员会」一派決議解散卡蒂普南，成立革命政府，阿奎納多當選為第一任總統，馬里亞諾·特里亞斯（Mariano Trías）當選為副總統。然而波尼斯奧拒不承認大會的決定，也不承認革命政府，宣稱要帶領卡蒂普南繼續革命。

马格迪万委员（Magdiwang）会旗幟

马格达洛（Magdalo）委员会旗幟

於1897年5月10日，阿奎納多一派逮捕了波尼斯奧，並以「反政府罪」將其處決。卡蒂普南社團因此正式解體。然而，革命尚未結束。阿奎納多革命政府繼續領導革命進行，並於1898年6月12日宣佈在解放区成立「边那巴多共和国」（Republic of Biak-na-Bato）。但仅仅在一个月後的12月14日，阿奎纳多就与西班牙殖民政府議和，签订《边那巴多条约》（又译「破石洞条约」），並解散革命政府。

### 社团重组
儘管阿奎纳多政府解散，阿奎纳多流亡香港，但《破石洞条约》中条款双方都没有认真执行，各地仍在进行武装反抗。早年加入卡蒂普南而晋升准将的马卡布洛斯将军仍然继续领导革命，收复了菲律宾中部地区。
1898年4月，美西战争爆发，馬卡布洛斯則在呂宋中部建立革命政府，而阿奎納多也試圖趁着美西戰爭捲土重來，在香港設立「愛國委員會」，5月又在美軍的保護下回到菲律賓，領導對西戰爭。5月底，革命军收复了甲米地全省。卡蒂普南旧部在各地陆续重建。6月12日，馬卡布洛斯在甲米地發佈《獨立宣言》，宣告菲律宾独立，将建立共和国。至1898年8月，除了马尼拉等少数地区，革命军几乎攻占菲律宾全境。1899年1月马卡布洛斯頒布《馬洛洛憲法》（「馬洛洛」也譯為「馬洛洛斯」），建立全亞洲第一個民主共和國，史稱菲律賓第一共和國（或馬洛洛共和國），阿奎納多重新當選為菲律賓總統，阿波里纳里奥·马比尼（Apolinario Mabini）任内阁总理，卡蒂普南的起义军及各地的革命军改名爲菲律宾共和军。
1899年初，西班牙总督与美军密约，将马尼拉「让渡」给美国，美军遂入驻马尼拉，阻挠菲律宾共和军收复马尼拉。2月4日，美軍突然進攻馬尼拉市郊的菲军，翌日菲律賓第一共和國向美國宣戰，美菲戰爭爆發，馬卡布洛斯效忠的菲律賓共和國政權同時陷入美西戰爭和美菲戰爭中。12月10日，美西戰爭結束，戰勝國美國攫取了菲律賓統治權。1901年3月21日，菲律賓全境落入美軍手中，阿奎納多被俘投降，卡蒂普南及共和國再度覆滅。

## 紀念
- 巴林塔瓦克起義日
- 巴林塔瓦克起義紀念碑